# Fundent
En metal·lúrgia, un fundent (o flux, derivat del llatí fluxus que significa "fundent") és un agent de neteja químic, un agent que flueix o un agent purificador. Els fundents poden tenir més d'una funció alhora. S'utilitzen tant en metal·lúrgia extractiva com en unió i tall de metalls.
Alguns dels fundents més antics coneguts van ser carbonat sòdic, potassa, carbó vegetal, coc, bòrax, calç, sulfur de plom i certs minerals que contenien fòsfor. El mineral de ferro també es va utilitzar com a fundent en la fosa del coure. Aquests agents complien diverses funcions, la més senzilla era un agent reductor, que evitava que es formin òxids a la superfície del metall fos, mentre que altres absorbien impureses a l'escòria, que es podien raspar del metall fos.
Els fundents també s'utilitzen a les foneries per eliminar impureses de metalls no ferrosos fosos com l'alumini, o per afegir oligoelements desitjables com el titani.
Com a agents de neteja, els fundents faciliten la soldadura, la soldadura forta i la soldadura eliminant l'oxidació dels metalls a unir. En algunes aplicacions, el fundent fos també serveix com a mitjà de transferència de calor, facilitant l'escalfament de la junta mitjançant l'eina de soldadura o la soldadura fosa.

## Ús

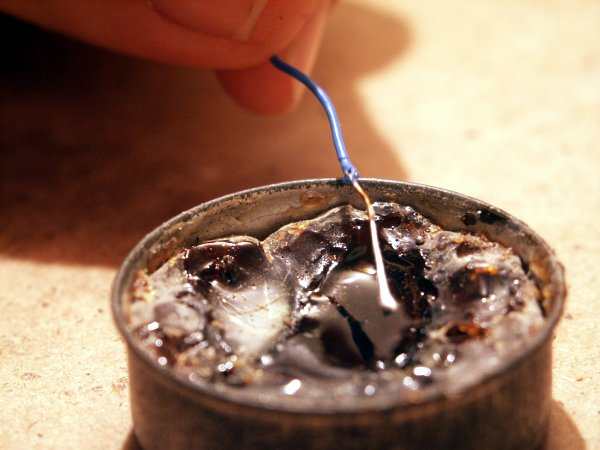
Filferro recent recobert de soldadura, encara immers en fundent de colofonia fosa

### Unió de metalls
En els processos d'unió de metalls a alta temperatura (soldadura, soldadura forta i soldadura), el fundent és una substància gairebé inert a temperatura ambient, però que es redueix fortament a temperatures elevades, evitant l'oxidació de la base i dels materials de farciment. El paper del fundent és típicament doble: dissoldre els òxids ja presents a la superfície metàl·lica, cosa que facilita la humectació pel metall fos, i actuar com a barrera d'oxigen recobrint la superfície calenta, evitant la seva oxidació
Per exemple, la soldadura d'estany i plom s'adhereix molt bé al coure, però malament als diversos òxids de coure, que es formen ràpidament a les temperatures de soldadura. En evitar la formació d'òxids metàl·lics, el fundent permet que la soldadura s'adhereixi a la superfície metàl·lica neta, en lloc de formar perles, com ho faria en una superfície oxidada.

#### Soldadura
En la soldadura de metalls, el fundent té un triple propòsit: elimina qualsevol metall oxidat de les superfícies a soldar, segella l'aire evitant així una oxidació addicional i, en facilitar la fusió, millora les característiques d'humectació de la soldadura líquida. Alguns fundents són corrosius, de manera que les peces s'han de netejar amb una esponja humida o un altre material absorbent després de la soldadura per evitar danys. En l'electrònica s'utilitzen diversos tipus de fundent.
Existeixen una sèrie d'estàndards per definir els diferents tipus de fundent. L'estàndard principal és J-STD-004.
Es poden fer servir diverses proves, inclosa la prova ROSE, després de la soldadura per comprovar la presència de contaminants iònics o altres que puguin causar curtcircuits o altres problemes.

#### Soldadura amb groc i plata
La soldadurra amb groc (de vegades coneguda com a soldadura de plata o soldadura dura) requereix una temperatura molt més alta que la soldadura suau, de vegades superior a 850 °C. A més d'eliminar els òxids existents, s'ha d'evitar l'oxidació ràpida del metall a temperatures elevades. Això vol dir que els fundents han de ser més agressius i proporcionar una barrera física. Tradicionalment, el borax s'utilitzava com a fundent per a la soldadura, però ara hi ha molts fundents diferents disponibles, sovint utilitzant productes químics actius com ara fluorurs així com agents humectants. Molts d'aquests productes químics són tòxics i s'ha de tenir la deguda precaució durant el seu ús.

### Fosa
Article principal: Fosa
La soldadura (de vegades coneguda com a soldadura de plata o soldadura dura) requereix una temperatura molt més alta que la soldadura suau, de vegades superior a 850 °C. A part d'eliminar els òxids existents, s'ha d'evitar l'oxidació ràpida del metall a temperatures elevades. Això vol dir que els fundents han de ser més agressius i proporcionar una barrera física. Tradicionalment, el borax s'utilitzava com a fundent per a la soldadura, però ara hi ha molts fundents diferents disponibles, sovint utilitzant productes químics actius com ara fluorurs així com agents humectants. Molts d'aquests productes químics són tòxics i s'ha de tenir la deguda precaució durant el seu ús.
El fundent més utilitzat en els forns de ferro i acer és la pedra calcària, que es carrega en les proporcions adequades amb el ferro i el combustible.

## Pega grega

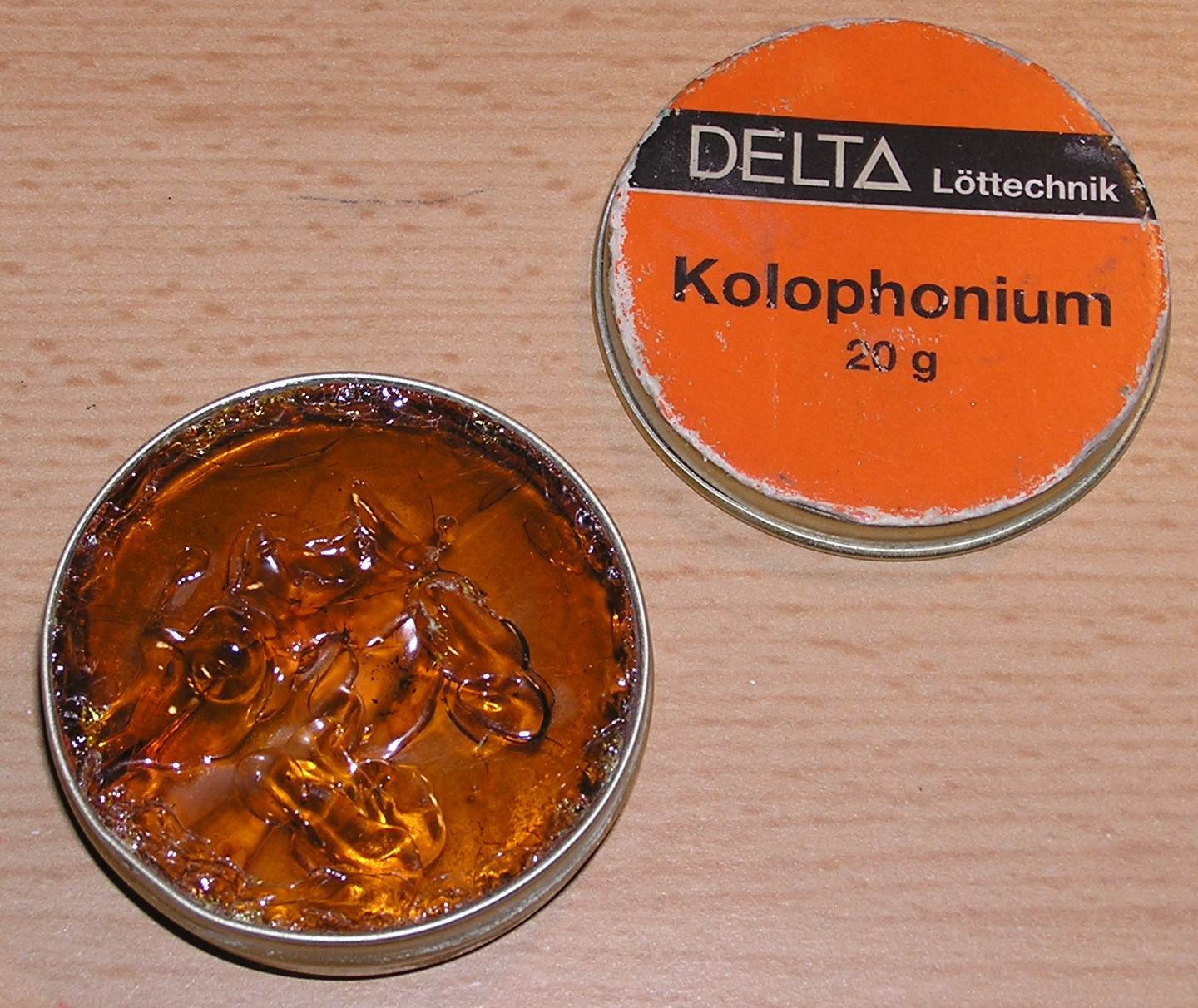
Pega grega emprada en la soldadura d'estany.

La pega grega o colofònia, nom derivat de la ciutat de Colofó, és una resina natural de color ambre o groc pàl·lid obtinguda tradicionalment de les incisions fetes al tronc de pinastre i altres coníferes.és la fracció no arrossegable per vapor de l'oleoresina de pinastre i està constituïda per una mescla d'àcids resínics, majoritàriament l'àcid abiètic. Era un dels components (en proporcions variables) del foc grec. L'ambre de la mar Bàltica és colofònia fòssil.
S'empra en el procés de soldadura per a soldar les conduccions de plom de l'aigua corrent a les llars i en la fabricació de plaques electròniques i altres components electrònics.
Serveix, entre altres funcions, per aïllar del contacte de l'aire, dissoldre i eliminar els òxids que poden formar-se i afavorir el "mullat" del material base pel metall d'aportació fos, aconseguint que el metall d'aportació pugui fluir i es distribueixi en la unió. Se solen subministrar en forma de pols, pasta o líquid i són barreges de molts components químics, entre els quals hi ha els borats, fluorurs, bòrax, àcid bòric i altres agents mullants. Hi ha casos en què no es pot utilitzar fundents, com ara en l'electrònica per a la indústria aeroespacial o en els acoblaments de sistemes microelectromecànics (MEMS).

## Galeria

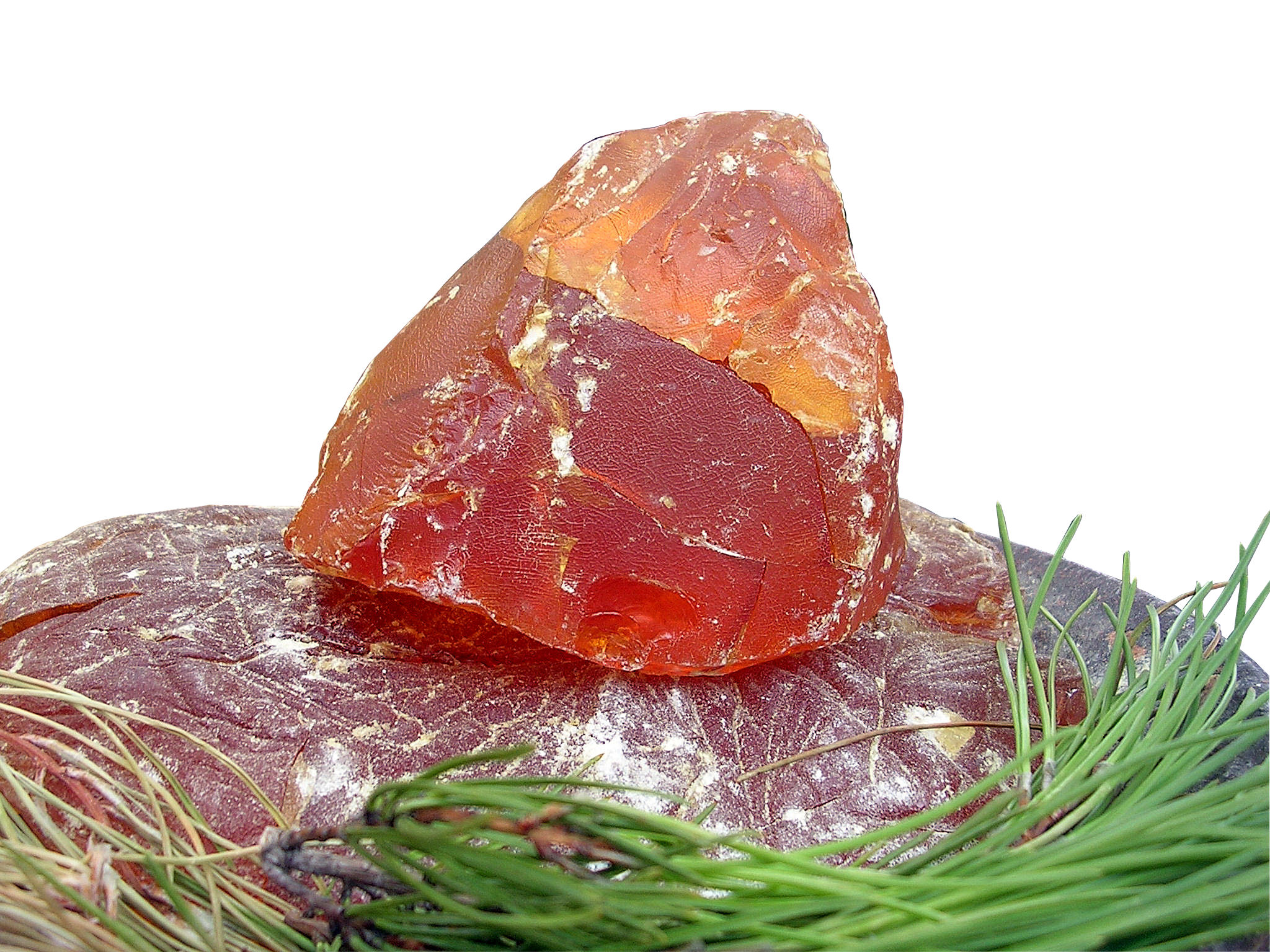
Colofònia (resina de trementina) del Pi marítim
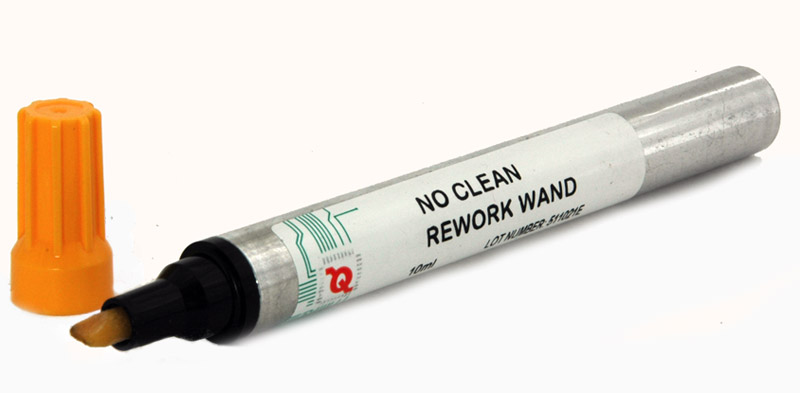
Un rotulador de fundent utilitzat per a reparació d'electrònica
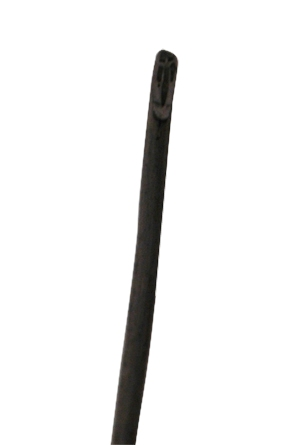
Soldadura multinucli que conté fundent
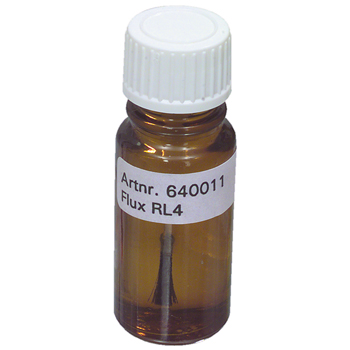
Flux RL4 per a components SMD